# Maria Constantin
Maria Ioana Constantin (ur. 5 stycznia 2001) – rumuńska narciarka alpejska, olimpijka z Pekinu 2022.
Pochodzi z Predeal.

## Osiągnięcia

### Igrzyska olimpijskie
| Rok  | Miejscowość | Konkurencja   | Czas biegu | Miejsce |     |
| ---- | ----------- | ------------- | ---------- | ------- | --- |
| 2022 | Pekin       | Slalom        | DNF        | DNF     | DNF |
| 2022 | Pekin       | Slalom gigant | 2:18,50    | 45.     |     |

### Mistrzostwa świata
| Rok  | Miejscowość       | Konkurencja   | Czas biegu | Miejsce |
| ---- | ----------------- | ------------- | ---------- | ------- |
| 2021 | Cortina d’Ampezzo | Slalom        | 2:01.77    | 34.     |
| 2021 | Cortina d’Ampezzo | Slalom gigant | 2:57.18    | 42.     |